# 高关中
高关中（英語：Guanzhong Gao，1950年5月17日—），德国华裔旅行文學和传记作家，世界地理历史研究学者。

## 生平
高关中1950年5月17日生于陕西西安，1972年得到单位推荐，得以进入西北工业大学，学习数学和计算机科学。1980年到德国，开始了艰辛的求学历程，1986年底在汉堡大学取得经济学硕士学位。次年开始在德国一家社会医疗保障机构工作。高关中喜欢周游世界，先后去过102个国家，足迹遍布五大洲，比较重要的国家差不多都去过。他經常接受邀請在兩岸三地舉辦講座和演讲，  担任评委。  2009年5月14日高关中为西安外事学院做了主题为“西方大学与留学”的讲座，他以自己的亲身体会和周游经历为背景，从中世纪意大利成立的世界第一所大学——“博洛尼亚大学”讲起，慢慢延伸到当今世界西方各国大学的建校历史、专业特长、特色建筑，甚至是校友名人，活泼生动，引人入胜。 2010年12月1日，应邀为西安交通大学外国语学院师生做了主题为“欧洲宗教与欧洲一体化”的学术讲座。
高关中現居汉堡，是歐洲華文作家協會理事。

## 寫作
高关中通晓多种文字，他用文字和镜头记录下了不同地域的风土人情，汉堡市政府把他的作品《今日汉堡》作为介绍材料送给来自中国的宾客。德国《世界报》还刊登了介绍《今日汉堡》这本书的文章和作者的照片。高关中在《德国精神》一书中介绍，德国是比较成熟的发达国家，从工业革命至今已有100多年的历史，积累了不少经验教训，很多方面值得人们借鉴。 
他多年来致力于世界地理历史，列国旅游及国际时政方面的研究，勤於寫作， 迄今已經出版了三十餘部著作。
 《大風之歌：38位牽動臺灣歷史的時代巨擘》一書記載三十八位影響臺灣歷史至深的名人，涵蓋政界、軍界、商業、學術、文壇、體育、藝術等領域。例如橫跨三世紀的傳奇宋美齡、臺灣第一任行政院院長閻錫山、主持日軍投降儀式的何應欽、抗日名將孫立人、經營之神王永慶、海空航運之王張榮發、主持商務印書館的王雲五、臺大元勳傅斯年、清華校長梅貽琦、文學大師梁實秋、被稱作台灣魯迅的柏楊、畫壇鉅子張大千、歌壇皇后鄧麗君、亞洲鐵人楊傳廣。

## 著作
- 《今日汉堡》
- 《英国风土大观》当代世界出版社，北京，1999年4月
- 《法国风土大观》当代世界出版社，北京，1999年7月
- 《德国风土大观》当代世界出版社，北京，2000年1月
- 《意大利风土大观》当代世界出版社，北京，2000年1月
- 《日本风土大观》当代世界出版社，北京，2001年1月
- 《加拿大风土大观》当代世界出版社，北京，2001年5月
- 《美国风土大观》（东部分册），当代世界出版社，北京，2001年10月
- 《美国风土大观》（西部分册），当代世界出版社，北京，2001年10月
- 《俄罗斯风土大观》当代世界出版社，北京，2002年3月
- 《澳大利亚风土大观》当代世界出版社，北京，2002年6月
- 《中国台湾风土大观》当代世界出版社，北京，2003年3月
- 《大風之歌》[12]
- 《寫在旅居歐洲時》[13]